# Romsdalsfjord
De Romsdalsfjord is een lange fjord in de Noorse fylke Møre og Romsdal.
De fjord is 88 km lang en ligt in Romsdal in de provincie Møre og Romsdal. Vanuit oostelijk Noorwegen is de fjord bereikbaar via Gudbrandsdal bij Lesja en Romsdal tot Åndalsnes van de Raumabanen.
De fjord verbindt met de zee langs een straat tussen het eiland Dryna (gemeente Midsund) en het stadje Brattvåg (gemeente Haram), en langs de straat van Julsundet tussen het eiland Otrøya in het westen en de gemeente Molde in het oosten.
De fjord loopt aanvankelijk in oost-westelijke richting, waar twee kleinere fjorden, de Tresfjord en de Tomrefjord naar het zuiden aftakken, en maakt dan een bocht van 90° naar het zuiden, in de richting van Åndalsnes, waar hij eindigt in de Isfjord. Naar het oosten vertakt de Romdalsfjord in de Moldefjord, die langs het stadje Molde en ten noorden van de Molde-eilandengroep loopt en verder de Fannefjord vormt, en meer zuidelijk in de Langfjord met zijn vertakkingen de Karlsøyfjord, de Rødvenfjord, en de pittoreske Eresfjord.
Er is een 24-uurs veerverbinding en watertaxi tussen Vestnes en Molde.